# Zunzi
Zunzi  (尊子), de son vrai nom Wong Kei-kwan (黃紀鈞), né en 1955, est un caricaturiste politique hongkongais connu pour ses satires et ses positions pro-démocratie, et décrit comme le « caricaturiste politique le plus en vue du territoire,, ».
Ses illustrations abordent des sujets très sensibles tels que le massacre de la place Tian'anmen en 1989, le scandale du lait frelaté en 2008, les manifestations de 2014 à Hong Kong ou l'abolition de la limite de mandat du Président de la république populaire de Chine en 2018.
Depuis quelques années, ses caricatures sont régulièrement critiquées et censurées par les autorités pro-Pékin. Le 14 mai 2023, à la suite d'une série de dessins satiriques, jugés « injurieux », sa collaboration longue de quarante ans avec le quotidien Ming Pao prend fin sous pression des autorités.

## Biographie
Zunzi grandit dans le lotissement de Ma Tau Wai Estate (en) et est scolarisé à l'école diocésaine pour garçons (en) et diplômé de la faculté des Beaux-arts de l'université chinoise de Hong Kong. Il devient enseignant avant de rejoindre le journal Ming Pao comme rédacteur pour les agences de presse étrangères,.
Il commence sa carrière de caricaturiste politique en 1983 au Ming Pao sur l'invitation du fondateur du journal Louis Cha à une époque où les Hongkongais prennent conscience politiquement lors des négociations sino-britanniques sur la souveraineté de Hong Kong,,. Ses caricatures sont également publiées dans les magazines Apple Daily et Next Magazine (en) jusqu'à ce qu'ils soient contraints de fermer en 2021 en raison de la loi sur la sécurité nationale de Hong Kong. Il dessine également pour les journaux pro-Pékin New Evening Post (en) et Ta Kung Pao pour 50 HK$ par illustration.

### Censure
Lors d'un événement d'échange d'art à Singapour en 1998, Zunzi refuse de modifier une caricature du fondateur de Singapour Lee Kuan Yew et du Premier ministre Goh Chok Tong et toutes ses œuvres sont supprimées en conséquence. Alors que certains médias de Hong Kong déclarent que ce sont des responsables singapouriens qui ont fait cela, le Ming Pao affirme que l'action a été menée par la galerie nationale de Singapour.
En 1999, peu après la rétrocession de Macao à la Chine, sa femme et 11 artistes macanais sont détenus par la police pendant trois heures pour avoir organisé une activité de célébration d'une rétrocession « alternative ».
En 2020, plus de la moitié des 13 illustrations de Zunzi présentes dans un manuel d'éducation libérale publié par le Ming Pao sont censurées, ce qui comprend les caricatures satiriques des chefs de l'exécutif Leung Chun-ying et Carrie Lam, la décision du Comité permanent de 2014 sur Hong Kong (en) qui supprime le suffrage universel de Hong Kong en 2017 et les disparitions de Causeway Bay Books (en).
Entre 2022 et 2023, le gouvernement de Hong Kong critique à six reprises les caricatures de Zunzi pour « inexactitude ». Le 5 janvier 2023, le Premier secrétaire de l'administration Eric Chan (en) publie sur Facebook un post accusant une caricature de Zunzi d'« allégations biaisées, trompeuses et fausses contre le chef de l'exécutif dans l'accomplissement de son devoir constitutionnel de maintenir la sécurité nationale, ».
Le 2 avril 2023, le secrétaire à la sécurité (en) Chris Tang (en) critique les illustrations de Zunzi qui se moquent du gouvernement pour avoir alloué d'énormes fonds au renouvellement de l'équipement de la police de Hong Kong, accusant Zunzi d'« utiliser des accusations trompeuses pour inciter au mécontentement envers le gouvernement ».
À la suite des remarques de Tang, un commentaire le 4 avril du Ta Kung Pao dirigé par l'État déclare que Zunzi « salit » toujours les politiques du gouvernement central et de la région administrative spéciale, soutient les forces antichinoises et se moque des forces patriotiques. Le commentaire exhorte le gouvernement de Hong Kong à le poursuivre pour diffamation,.
En mai, une caricature de Zunzi se moquant de la proposition de refonte des élections aux conseils de district (en) est critiquée par le bureau de affaires intérieures et de la jeunesse (en), condamnant à plusieurs reprises les remarques trompeuses du Ming Pao contre la proposition du gouvernement, « qui est un acte de politique plutôt que de moralité,, ».
Le 11 mai, le Ming Pao annonce que les caricatures de Zunzi cesseront de paraître à partir du 14 mai et remercie le dessinateur d'avoir « été témoin des changements des époques à nos côté au cours des 40 dernières années » sans plus d'explications,. L'association des journalistes de Hong Kong (en) « exprime sa tristesse que des fonctionnaires soutenus par d'énormes ressources aient ciblé un individu », ce qui montre que la critique n'est pas tolérée. Il craint également que cela n'alimente davantage l'autocensure. Chris Tang « condamne fermement » l'affirmation de l'association selon laquelle le gouvernement ne respecte pas la liberté d'expression et déclare que la décision du Ming Pao est « responsable ».
Il est signalé que les publications de Zunzi sont également retirées des bibliothèques publiques de Hong Kong vers le 11 mai. Le département des loisirs et des services culturels ne confirme pas le rapport, mais déclare que « tout livre dont le contenu suspect pourrait violer la sécurité nationale ou les lois de Hong Kong sera immédiatement supprimé pour examen ».

## Vie privée
Il est marié à Chan Ya, journaliste et chroniqueuse au Ming Pao. Le couple a un fils, Wong Yuet, né en 2004.